# Sandıklı (district)
Sandıklı is een Turks district in de provincie Afyonkarahisar en telt 61.843 inwoners (2007). Het district heeft een oppervlakte van 1.222,87 km².
De bevolkingsontwikkeling van het district is weergegeven in onderstaande tabel.
| 1997   | 2000   | 2007   |
| ------ | ------ | ------ |
| 74.391 | 76.618 | 61.843 |